# Tiny Glade
Tiny Glade é um jogo de construir cidades, no estilo sandbox, conhecido por ser relaxante, onde o jogador pode construir castelos, ruínas e outras construções da era medieval. Foi desenvolvido e publicado pelo estúdio indie sueco Pounce Light e foi lançado no dia 23 de setembro de 2024 para o sistema Windows.
Tiny Glade é um aconchegante construtor de dioramas sandbox. Não inclui nenhum tipo de desafio, e o jogador tem a liberdade de fazer o que quiser com as ferramentas que estão à disposição. O jogo foca no tema medieval, permitindo construir castelos, ruínas, chalés, entre outros tipos de construção. Embora o jogador construa edifícios no modo panorama, ele possui a opção de visualizá-los no modo primeira pessoa.
Pounce Light é um estúdio independente sueco de duas pessoas que é o desenvolvedor e editor de Tiny Glade. Inicialmente lançado como uma demo (demonstração gratuita) no mês de junho de 2024, recebeu muita atenção no seu pré-lançamento, pois atingiu mais de 800.000 inscrições na listas de desejos na Steam (um recurso que os jogadores usam para serem notificados quando o jogo será lançado ou quando o preço do mesmo é reduzido/entra em promoção). O título também foi a quarta demo mais jogada e a segunda mais observada na Steam's 2024 Next Fest (uma celebração de uma semana com centenas de demos jogáveis e gratuitas, bem como transmissões ao vivo e chats de desenvolvedores). Também foi indicado como o melhor jogo indie autopublicado no Golden Joystick Awards no mês de agosto de 2024. O jogo completo foi lançado no dia 23 de setembro de 2024 para o sistema Windows.
Em seu lançamento, no mês de setembro de 2024, o jogo recebeu 'avaliações mistas ou médias' no Metacritic com uma pontuação de 74 de 100. Enquanto isso, na Steam, as avaliações foram 'esmagadoramente positivas'. Tiny Glade é considerado um jogo aconchegante e relaxante por vários críticos. A análise de pré-lançamento do Rock Paper Shotgun descreveu o jogo como: "aconchegante, charmoso e criativo", mas também observou as limitações da demo. Para o lançamento do jogo completo, o mesmo canal afirmou: "parece que já estivemos aqui antes" e comparou o jogo com Summerhouse, que se trata de outro jogo construtor de dioramas. Enquanto isso, a PC Gamer descreveu o jogo como: "inabalavelmente ortodoxo", e que: "está inundado por uma bondade agradável num tom pastel, de poucos detalhes, que implora desesperadamente para ser amada". A IGN achou que o jogo está em um ponto ideal, pois disse que é: "uma pequena fração de estado de fluxo para mimar seu cérebro e fazer o mundo real parecer muito distante". Muitas mudanças foram feitas no jogo desde o lançamento inicial.

## Recepção

### Elogios
| Ano  | Cerimônia          | Categoria               | Resultado | Ref.  |
| ---- | ------------------ | ----------------------- | --------- | ----- |
| 2024 | Os Prêmios Steam   | "Relaxe e aproveite"    | Indicado  | [ 4 ] |
| 2025 | BAFTA Games Awards | "Technical Achievement" | Indicado  | [ 5 ] |